# Фринс, Эрна
Эрна Марта Фринс Перейра (род. 31 декабря 1960, Пайсанду) — уругвайский физик. Она работает профессором и научным сотрудником в Республиканском университете. Была президентом Уругвайского физического общества с 2007 по 2011 год. В 2012 году получила Национальную премию L’Oréal-ЮНЕСКО для женщин в науке за исследования в области физики окружающей среды.

## Карьера
С 1979 по 1986 год Фринс изучала химию и физику в Республиканском университете Уругвая. В 1992 году она получила степень магистра физики в Берлинском техническом университете, защитив диссертацию о свойствах твердотельных перестраиваемых лазеров. В 1992 году поступила в Институт физики Республиканского университета на инженерный факультет., в 1998 году защитила докторскую диссертацию по физике во Франкфуртском университете имени Гёте, изучив приложения в оптике топологических фаз.
С 1999 года Фринс координировала исследовательскую группу, занимавшуюся разработкой оптических методов дистанционного мониторинга атмосферы в Группе прикладной оптики Института физики Республиканского университета. Она доцент 4-го класса инженерного факультета Республиканского университета и исследовательница 4-го класса в PEDECIBA (Programa de Desarrollo de las Ciencias Básicas). С 2004 года она действительный член Национальной системы исследователей Уругвая.
Фринс была президентом Уругвайского физического общества два срока подряд, с 2007 по 2011 год.
В 2012 году она выиграла Национальную премию L’Oréal-ЮНЕСКО для женщин в науке за проект «Оптические методы исследования выбросов газов в процессе эксплуатации центральных термик». Проект направлен на разработку оптического метода исследования газовых выбросов на теплоэлектростанциях. Технология позволяет локализовать газы, загрязняющие атмосферу, размещая их в определённых координатах.
Фринс осуществила множество исследовательских проектов в различных научных областях и имеет более 60 публикаций в научных СМИ.